# Sigurd Dæhli
Sigurd Dæhli, född 1953, är en norsk orienterare och skidorienterare. I orientering blev han världsmästare i stafett 1981 samt tog VM-brons individuellt 1983. Han blev nordisk mästare individuellt 1977 och har tagit nio norska mästerskap.. I skidorientering blev Dæhli världsmästare i stafett 1986.